# 贺祥麟
贺祥麟（1921年12月20日—2012年5月12日），河南博爱人，中华人民共和国翻译家、作家、学者、政治人物，原广西师范学院外文系主任、教授，广西壮族自治区政协原副主席，中国民主促进会中央委员会原常务委员。

## 生平
1945年毕业于国立西南联合大学外文系。1949年毕业于美国埃默里大学研究生院英语专业。
1953年加入中国民主促进会、1984年加入中国共产党。1998年退休。2012年5月12日於南寧市去世。